# Pavel Andreev (athlétisme)
Pour les articles homonymes, voir Andreev.
Pavel Vladimirovich Andreev (né le 24 novembre 1978 à Tachkent) est un athlète ousbek, spécialiste des épreuves combinées.

## Biographie
Il remporte la médaille d'or du décathlon lors des championnats d'Asie 2005, à Incheon en Corée du Sud, et décroche par ailleurs la médaille d'argent en 2002 et la médaille de bronze en 2003 et 2007.

### Palmarès
| Date | Compétition         | Lieu    | Résultat | Épreuve   | Performance |
| ---- | ------------------- | ------- | -------- | --------- | ----------- |
| 2002 | Championnats d'Asie | Colombo | 2e       | Décathlon | 7 428 pts   |
| 2003 | Championnats d'Asie | Manille | 3e       | Décathlon | 7 487 pts   |
| 2005 | Championnats d'Asie | Incheon | 1er      | Décathlon | 7 744 pts   |
| 2007 | Championnats d'Asie | Amman   | 3e       | Décathlon | 7 484 pts   |

### Records
| Épreuve   | Performance | Lieu     | Date        |
| --------- | ----------- | -------- | ----------- |
| Décathlon | 8 036 pts   | Tachkent | 21 mai 2004 |